# Jesus is Dead
Jesus is Dead es el nombre de un EP de los escoceses The Exploited, lanzado en 1986. Contiene cuatro temas, los cuales normalmente aparecen en el álbum Death Before Dishonour a modo de temas extra. Las letras tratan temas políticos, el imperialismo, la religión, las drogas y los problemas con la aplicación de la ley. J. Scott McClintock de Allmusic (encargado de hacer la reseña del EP que nos ocupa) comenta que este lanzamiento contiene la mejor producción que jamás ha realizado la banda.

## Lista de temas
- 1. Drug Squad Man (Wattie, Nig)
- 2. Privacy Invasion (Wattie, Duncan)
- 3. Jesús is Dead (Wattie, Willie)
- 4. Politicians (Wattie, Duncan)

## Integrantes
- Wattie Buchan - Voz
- Nigel Swanson - Guitarra
- Deptford John - Bajo
- Willie Buchan - Batería